# ゲルハルト・タシュナー
ゲルハルト・タシュナー（Gerhard Taschner, 1922年5月25日、チェコスロバキア・クルノフ - 1976年7月21日）は、チェコ出身の西ドイツのヴァイオリニスト。
モラヴィア系の音楽家の家系であるが、シレジアのクルノフ（イェーゲルンドルフ）に生まれる。ハンガリーでイェネー・フバイ、ウィーンでブロニスラフ・フベルマンに師事、 1939年にはチェコのオーケストラでコンサートマスターになっており、その頃ヘルマン・アーベントロートに見出され、アーベントロート客演指揮、タシュナーのヴァイオリンでブラームスのヴァイオリン協奏曲を演奏した。その頃コンサートマスターを探してたヴィルヘルム・フルトヴェングラーにアーベントロートがタシュナーを推薦、バッハのシャコンヌを弾いてコンサートマスター試験に合格する。1941年から1945年にかけてフルトヴェングラー率いるベルリン・フィルハーモニー管弦楽団のコンサートマスターを務めた。
第二次大戦終結後は西ドイツに住む。